# Unterneuhüttendorf
Unterneuhüttendorf ist ein Gemeindeteil der Stadt Ludwigsstadt im Landkreis Kronach (Oberfranken, Bayern).

## Geographie
Der Weiler liegt im tief eingeschnittenen Tal der Loquitz. Es mündet innerorts die Taugwitz als linker Zufluss der Loquitz. Der Ort ist allseits von bewaldeten Anhöhen des Frankenwaldes umgeben, dem Schwarzen Berg im Osten (625 m ü. NHN), dem Mösseberg im Süden (578 m ü. NHN) und eine namenlose Erhebung im Westen (681 m ü. NHN). Die Bundesstraße 85 führt nach Lauenstein (1,1 km nördlich) bzw. nach Oberneuhüttendorf (0,8 km südöstlich). Die Kreisstraße KC 1 führt nach Ebersdorf (2 km südwestlich).

## Geschichte
Gegen Ende des 18. Jahrhunderts gab es in Unterneuhüttendorf 6 Anwesen (1 Kupferhammer bestehend aus Hammerwerk, Wohnhaus und Bräuhaus, 2 Häuser, 2 Mahl- und Schneidmühlen, 1 Ölmühle). Das Hochgericht übte das bayreuthische Amt Lauenstein aus. Die Dorf- und Gemeindeherrschaft sowie die Grundherrschaft hatte das Kastenamt Lauenstein inne mit Ausnahme des Kupferhammers, über das das Bergamt Naila die Vogtei hatte.
Von 1797 bis 1808 unterstand der Ort dem Justiz- und Kammeramt Lauenstein. Mit dem Gemeindeedikt wurde Unterneuhüttendorf dem 1808 gebildeten Steuerdistrikt Lauenstein und der 1818 gebildeten Ruralgemeinde Lauenstein zugewiesen. Am 1. Mai 1978 wurde Unterneuhüttendorf im Zuge der Gebietsreform in Bayern nach Ludwigsstadt eingegliedert.

### Baudenkmäler
Am Kupferhammer 4: Gasthaus Kupferhammer

### Einwohnerentwicklung
| Jahr      | 001818 | 001861 | 001871 | 001885 | 001900 | 001925 | 001950 | 001961 | 001970 | 001987 |
| Einwohner | *      | 35     | 34     | 60     | 34     | 39     | 45     | 39     | 34     | 11     |
| Häuser    | *      |        |        | 10     | 6      | 5      | 6      | 6      |        | 5      |
| Quelle    | [ 5 ]  | [ 7 ]  | [ 8 ]  | [ 9 ]  | [ 10 ] | [ 11 ] | [ 12 ] | [ 13 ] | [ 14 ] | [ 1 ]  |

## Religion
Der Ort ist evangelisch-lutherisch geprägt und nach St. Nikolaus (Lauenstein) gepfarrt.